# Vicenç Furió Kobs
Vicenç Furió Kobs. (Palma, 1864 — Palma, 1956) fou un pintor i historiador mallorquí.
Començà els seus estudis artístics a l'Acadèmia Provincial de Belles Arts de Palma, amb els pintors Francesc Parietti i Faust Morell, mort aquest, continuà treballant al seu taller instal·lat en el Palau Solleric. El 1893 estudià dibuix a Madrid, a l'escola de Sant Ferran. Fou professor de dibuix a l'Escola d'Arts i Oficis de Palma durant més de 30 anys. Ha estat la figura més representativa dins la tendència dels darrers brots del realisme i de supervivència acadèmica a Mallorca. Es dedicà a la pintura de paisatges i de temes religiosos, i destacà en la realització de retrats de personatges il·lustres, com els dels generals Franco i Goded, de l'arquebisbe Miralles, de Josep Quint Safortesa i de Miquel Rosselló Alemany. Cal destacar també les composicions florals a la manera holandesa dels segles XVII-XVIII. Acadèmic corresponent de l'Acadèmia de la Història des de 1923. Com a arqueòleg assistí a les excavacions que efectuà Josep Colomines a Llucmajor, Sencelles i Santa Eugènia, etc, per encàrrec de l'Institut d'Estudis Catalans. Col·laborà al diari "La Almudaina" des de la seva fundació el 1887, i al Bolletí de la Societat Arqueològica Lul·liana. Són seus els treballs d'història "En Guillem Mesquida, pintor mallorquí" (1919), "Dels anys que visqué a Mallorca el pintor vilafranquí Adrià Ferran" (1922), "Els pintors cartoixos fra Joaquim Juncosa i fra Bayeu" (1925) i "Imatges xilogràfiques mallorquines" (1928). Políticament milità en el tradicionalisme.